# Condado de Kemper
El condado de Kemper (en inglés: Kemper County), fundado en 1833, es un condado del estado estadounidense de Misisipi. En el año 2000 tenía una población de 10.453 habitantes con una densidad poblacional de 5 personas por km². La sede del condado es De Kalb.

## Geografía
Según la Oficina del Censo, el condado tiene un área total de 1987 km² (767,2 mi²), de la cual 1984 km² (766 mi²) es tierra y 3 km² (1,2 mi²) es agua.

## Demografía
En el 2000 la renta per cápita promedia del condado era de $ 23,998, y el ingreso promedio para una familia era de $30,248. El ingreso per cápita para el condado era de $11,985. En 2000 los hombres tenían un ingreso per cápita de $24,431 frente a $18,199 para las mujeres. Alrededor del 26% de la población estaba bajo el umbral de pobreza nacional.

## Condados adyacentes
- Condado de Noxubee (norte)
- Condado de Sumter (este)
- Condado de Lauderdale (sur)
- Condado de Neshoba (oeste)
- Condado de Winston (noroeste)

## Localidades
Ciudades
- De Kalb
- Scooba

Lugares designados por el censo
- Bogue Chitto (mayoría en Condado de Neshoba)

Otras comunidades
- Electric Mills
- Gholson
- Kellis Store
- Minden
- Moscow
- Preston
- Porterville
- Wahalak
- Union Hill

## Principales carreteras
- U.S. Highway 45
- Carretera 16
- Carretera 21
- Carretera 39